# Остров (Весьегонский район)
Остров — деревня в Весьегонском муниципальном округе Тверской области России.

## География
Деревня расположена в 33 км на юго-запад от районного центра города Весьегонска.

## История
В 1845 году в селе Старый Остров была построена каменная Смоленская церковь с 2 престолами, метрические книги с 1800 года.
В конце XIX — начале XX века село входило в состав Любегощской волости Весьегонского уезда Тверской губернии. 
С 1929 года деревня Остров входила в состав Любегощского сельсовета Весьегонского района Бежецкого округа Московской области, с 1935 года — в составе Калининской области, с 2005 года — в составе Любегощинского сельского поселения, с 2019 года — в составе Весьегонского муниципального округа. 

## Население
| 1859 | 1889 | 2010 |
| ---- | ---- | ---- |
| 155  | ↗213 | ↘44  |